# Macrobrachium cocoense
Macrobrachium cocoense is een garnalensoort uit de familie van de Palaemonidae. De wetenschappelijke naam van de soort is voor het eerst geldig gepubliceerd in 1984 door Abele & W. Kim.